# アヴェンジド・セヴンフォールド (アルバム)
『アヴェンジド・セヴンフォールド』（Avenged Sevenfold）は、アメリカ合衆国のヘヴィメタル・バンド、アヴェンジド・セヴンフォールドが2007年に発表した4作目のスタジオ・アルバム。ワーナー・ブラザース・レコード移籍後としては2作目に当たる。

## 背景
バンド初のセルフ・プロデュース作品で、ミキシングはアンディ・ウォレスによる。多数の外部ミュージシャンが起用されており、「アフターライフ」のみバンドだけで録音された。
2007年9月18日には先行シングル「オールモスト・イージー」をiTunesで配信しており、同曲のミュージック・ビデオはモトリー・クルーやマリリン・マンソンとの仕事で知られるP.R.ブラウンが監督した。なお、本作のiTunesボーナス・トラックは、「オールモスト・イージー」からシニスター・ゲイツのギター・ソロを抜いた「jam-along」ヴァージョンで、購入したファンは自分のギター・ソロを作ってバンドの公式サイトにアップロードし、ゲイツが選んだ優勝者には彼のシグネイチャー・モデルのギターなどが贈られるというコンテストが行われた。
そして、10月30日には本作がアメリカで発売され、メイキング映像を含むボーナスDVDが付属したヴァージョンも同時発売された。

## 反響・評価
母国アメリカのBillboard 200では4位に達して初のトップ10入りを果たし、2008年9月にはRIAAによってゴールドディスクに認定された。また、全英アルバムチャート及びオーストラリアのアルバム・チャートで初のトップ50入りを果たす。
本作は、イギリスのロック雑誌『ケラング!』が2008年8月21日に開催したケラング・アワードでベスト・アルバム賞を受賞した。

## 収録曲
全曲ともアヴェンジド・セヴンフォールド作。
1. クリティカル・アクレーム "Critical Acclaim" – 5:14
2. オールモスト・イージー "Almost Easy" – 3:54
3. スクリーム "Scream" – 4:48
4. アフターライフ "Afterlife" – 5:53
5. ガンスリンガー "Gunslinger" – 4:11
6. アンバウンド（ザ・ワイルド・ライド） "Unbound (The Wild Ride)" – 5:11
7. ブロンプトン・カクテル "Brompton Cocktail" – 4:13
8. ロスト "Lost" – 5:02
9. ア・リトル・ピース・オブ・ヘヴン "A Little Piece of Heaven" – 8:00
10. ディア・ゴッド "Dear God" – 6:33

### 日本盤ボーナス・トラック
1. オールモスト・イージー（ライヴ） "Almost Easy (Live)" – 3:52

## 参加ミュージシャン
- M.シャドウズ - リード・ボーカル
- シニスター・ゲイツ - リードギター
- ザッキー・ヴェンジェンス - リズムギター、ボーカル
- ジョニー・クライスト - ベース
- ザ・レヴ - ドラムス

アディショナル・ミュージシャン
- ジェイミー・ムホベラック - ピアノ、オルガン(#1, #6, #8, #9)
- Greg Kusten - ピアノ(#2)
- グレッグ・リーズ - スティール・ギター、バンジョー(#5, #10)
- レニー・カストロ - パーカッション(#7)
- ジェイ・E - プログラミング(#1, #3)
- キャロライン・キャンベル - ヴァイオリン(#4, #7, #9)
- ニール・ハモンド - ヴァイオリン(#4, #7, #9)
- アンドリュー・ダックルス - ヴィオラ(#4, #7, #9)
- キャメロン・ストーン - チェロ(#4, #7, #9)
- マイルス・モズレイ - アップライト・ベース(#4, #7, #9)
- ブランドン・フィールズ - アルト・サックス(#9)
- ビル・リストン - アルト・サックス(#9)
- デヴィッド・ボルフ - テナー・サックス(#9)
- ラスティ・ヒギンズ - テナー・サックス、クラリネット(#9)
- ジョエル・ペスキン - バリトン・サックス(#9)
- ダン・フォレノ - トランペット(#9)
- ウェイン・バーガロン - トランペット(#9)
- アレックス・イレス - トロンボーン(#9)
- ブルース・ファウラー - トロンボーン(#9)
- シャンナ・クルックス - アディショナル・ボーカル(#5, #10)
- ジュリエット・コマジェーレ - アディショナル・ボーカル(#9)
- Annmarie Rizzo - バッキング・ボーカル(#6)
- Zander Ayeroff - バッキング・ボーカル(#6)